# Pilot 1000

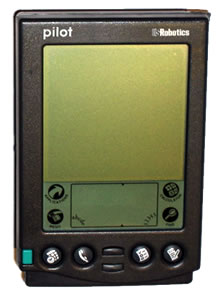
Pilot.

Las U.S. Robotics Pilot 1000 y Pilot 5000 son las primeras PDAs Palm fabricadas por Palm, Inc. (entonces una subsidiaria de USRobotics, que fue absorbida por 3Com, lo que explica la marca). Se lanzaron al mercado en marzo de 1996.
Tienen como CPU un microprocesador Motorola 68328 Dragonball a 16 MHz (la CPU controla la memoria, UART, pantalla, sonido), y vienen con 128 Kilobytes (Pilot 1000) o 512 KB (Pilot 5000) de memoria RAM no volátil, y 512 KB de ROM en un chip que contiene el Palm OS 1.0 y las aplicaciones residentes.
La caja es rectangular en plástico gris de 11,9 x 8,1 x 1,8 cm (4,7 x 3,2 x 0,7 pulgadas) y un peso de 160 gramos (5,7 onzas con las pilas). En el frontal. pantalla táctil monocroma LCD, con la zona Graffiti en la parte inferior. Bajo esta, un botón verde cuadrado (Power y control de la iluminación trasera), cuatro teclas de acceso rápido a aplicaciones (Date Book, Address Book, To Do List, y Memo Pad) y dos cursores de scroll. A la derecha control de contraste. En la esquina superior derecha alojamiento para el stylus. En la trasera, trampilla del Memory Slot, botón de Reset, trampilla de pilas (2 alcalinas AAA) y puerto Serial (para uso con el PalmPilot Cradle).
La memoria está situada en un memory slot cubierto por una tapa en la zona superior de la trasera de la PDA, donde se alojan los chips de ROM y RAM. De serie hay tarjetas de 128K, 512K y 1M de RAM. Mediante la tarjeta de la PalmPilot Professional puede ampliarse a 2 Mb. El límite máximo soportable por el hard es de 12 Mb de RAM y 4 Mb de ROM
Tras un test de calibración inicial en el primer encendido, la Pilot está lista para usarse. Al carecer de soporte de almacenamiento aparte de la memoria interna, necesita un Ordenador anfitrión para ello. Palm desarrolla Palm Desktop, que se entrega con la PDA y el PalmPilot Cradle (una cuna que se conecta por puerto serie con el ordenador anfitrión, y tiene un botón HotSync para sincronizar datos). Para los PC existen dos versiones de Palm Desktop, una en disquete de 3,5 para Windows 3.1 y otra en CD-ROM para Windows 95. Los ordenadores Apple Macintosh tienen su propia versión (y en un 90% necesitan un adaptador RS-232 a RS-422), también en el CD-ROM. Linux tiene su propio soporte código abierto, gracias a la política al respecto de Palm, que junto con los emuladores lo han convertido en plataforma preferida para desarrollos para Palm OS.

## Problemas legales
Palm se vio envuelta en una batalla legal con la compañía que fabrica los lápices Pilot por el uso del nombre "Pilot", lo que forzó el cambio de nombre de la siguiente hornada. Se vio envuelta también en un problema de patentes con Xerox por la patente "unistroke" (Patente USPTO n.º 5596656).

## Atribución
La información proviene de :
- 3Com Palm Pilot Hardware Book (en-PDF)
- 3Com Mac Destop Handbook (en-PDF)
- museo8bits.com

- Datos: Q7194403